# Suji-gu
Suji-gu är ett av de tre stadsdistrikten (gu) i staden Yongin i provinsen Gyeonggi i den nordvästra delen av Sydkorea, 27 km söder om huvudstaden Seoul. Vid utgången av 2020 hade distriktet 378 435 invånare.

## Administrativ indelning
Distriktet är indelat i tio administrativa stadsdelar: 
Dongcheon-dong,
Jukjeon1-dong,
Jukjeon2-dong,
Pungdeokcheon1-dong,
Pungdeokcheon2-dong,
Sanghyeon1-dong,
Sanghyeon2-dong,
Sanghyeon3-dong,
Seongbok-dong och
Sinbong-dong.